# Alice Schiavoni Bosio
Alice Schiavoni Bosio (Florença, 12 de março de 1871 – Roma, 24 de janeiro de 1931) foi uma sufragista italiana. Ela foi diretora do periódico Attività Femminile Sociale desde a sua fundação, em 1913, até 1916. Afiliada ao Conselho Nacional das Mulheres Italianas e membro do Conselho Internacional de Mulheres, Schiavoni foi uma das participantes da conferência de Haia do Congresso Internacional de Mulheres em 1915 e da Conferência Interaliada das Mulheres de 1919. 

## Biografia
Alice Bosio nasceu em 12 de março de 1871 em Florença. Ela se casou com um médico e mudou-se para Roma, tornando-se envolvida nas questões femininas. Parte do Consiglio Nazionale delle Donne Italiane (CNDI; Conselho Nacional das Mulheres Italianas), Schiavoni foi uma das mulheres de classe alta que trabalharam pelo sufrágio feminino, ao lado de Sofia Bisi-Albini, Maria Grassi Koenen, Jacinta Martini Marescotti, Maria Montessori, Virginia Nathan, Maria Pasolini Ponti, Lavinia Taverna e Angelica Devito Tommasi.
Em 1913 a CNDI fundou um jornal, Attività Femminile Sociale (Atividade Social Feminina), para disseminar informações sobre os variados grupos trabalhando ao redor da Itália pelas questões femininas. Schiavoni foi diretora da publicação durante os primeiros três anos de operação do jornal.
Durante a Primeira Guerra Mundial, Schiavoni foi diretora da Associazone per la donna, que prestava serviços de ajuda a refugiados. Ela afirmou veementemente que o movimento feminista deveria permanecer apolítico para beneficiar todas as mulheres. Como uma das líderes da CNDI, Schiavoni foi uma das mulheres italianas que compareceram e discursaram no Congresso Internacional de Mulheres em Haia.
Schiavoni foi uma das delegadas da Conferência Interaliada das Mulheres, sediada em Paris em 10 de fevereiro de 1919, como um congresso paralelo à Conferência de Paz de Paris. A conferência marcou a primeira vez que mulheres tiveram permissão para participar oficialmente de uma organização de tratado internacional, e Schiavoni estava com a delegação que fez uma apresentação histórica para a Liga das Nações em 10 de abril. Em 1921, ela empreendeu um estudo sobre prostituição com outras mulheres. Seu objetivo, anunciado em um artigo escrito por Schiavoni em Giornale della Donna, era determinar se a regularização da prostituição visava injustamente as mulheres envolvidas no comércio do sexo, sem fornecer regulamentos de saúde adequados ou controles ao vício.

## Morte
Schiavoni permaneceu ativa na CNDI até sua morte em 24 de janeiro de 1931 em Roma. Ela foi sepultada ao lado de Fannie Louise Bosio Bolens no Cemitério Protestante de Roma.